# Sabiá-acastanhado
Mimo-castanho ou sabiá-acastanhado (Mimus dorsalis) é uma espécie de ave da família Mimidae.
Pode ser encontrada nos seguintes países: Argentina, Bolívia e Chile.
Os seus habitats naturais são: matagal tropical ou subtropical de alta altitude, pastagens e florestas secundárias altamente degradadas.